# Martian Moons Exploration
La Martian Moons eXploration (MMX) è una missione spaziale per l'esplorazione di Marte e dei suoi satelliti naturali ideata dalla JAXA, l'agenzia spaziale giapponese, il cui lancio è programmato per il 2026. Obiettivo della missione è studiare le lune marziane in particolare per svelare la loro origine sia attraverso osservazioni nel sistema marziano sia attraverso il recupero di campioni del suolo da Fobos, la luna maggiore, per riportarli sulla Terra nel 2031, inizialmente era previsto per il 2029

## Panoramica della missione

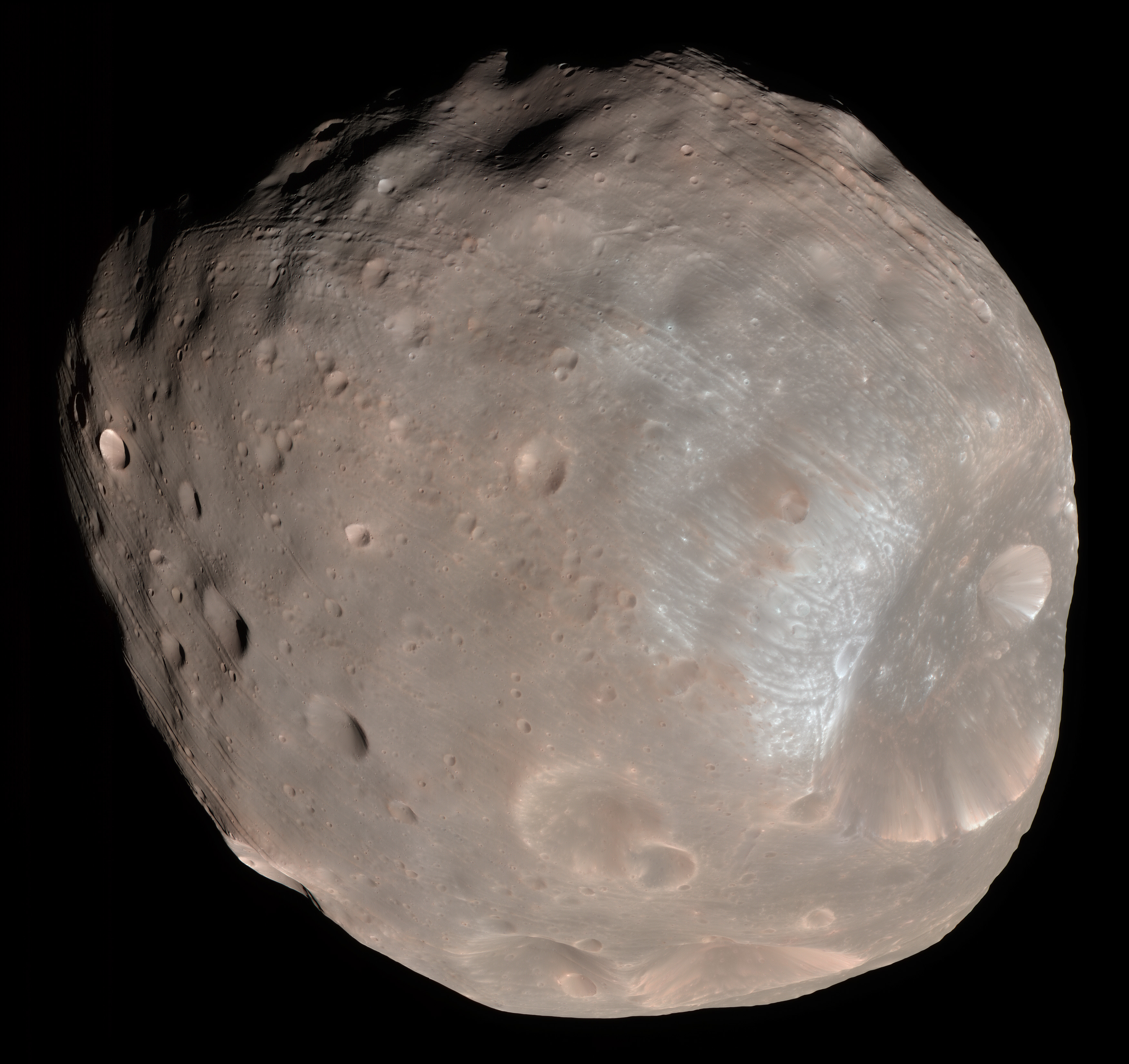
Fobos, ripreso dal Mars Reconnaissance Orbiter nel 2008.

La sonda sarà lanciata nel 2026 per raggiungere Marte un anno dopo. Raggiunto il pianeta rosso, verrà prima immessa in un'orbita areocentrica che la renda un quasi-satellite di Fobos, la luna maggiore e più interna di Marte, dalla cui superficie recupererà almeno 10 g di regolite. Decollata dalla superficie di Fobos, la sonda approccerà Deimos, la seconda luna del pianeta, della quale eseguirà diversi sorvoli ravvicinati prima di lanciare la capsula di ritorno per riportare i campioni sulla Terra. Il loro arrivo, previsto inizialmente per luglio del 2029, è ora stato spostato al 2031.
L'architettura della missione prevede l'uso di tre moduli: un modulo propulsivo, un modulo scientifico e la capsula di ritorno per un peso totale di circa 4000kg.  La sonda utilizzerà la propulsione chimica e sarà alimentata da pannelli fotovoltaici.

## Obiettivi scientifici
La missione si prefigge di individuare prove conclusive riguardo all'origine dei satelliti naturali di Marte, discriminando tra le due principali ipotesi al riguardo: che le due lune siano degli asteroidi catturati dal pianeta oppure che esse si siano formate dalla riaggregazione di materiale proveniente da Marte, lanciato nello spazio dall'impatto di un corpo di medie dimensioni col pianeta rosso. In tal modo, i ricercatori vorrebbero acquisire maggiori informazioni sul trasporto dell'acqua attraverso il limite della neve e, conseguentemente, le caratteristiche che hanno determinato l'estensione della zona abitabile nel sistema solare.
Nello specifico la missione MMX ha i seguenti obiettivi definiti in base a due aspetti diversi: 
Obiettivi scientifici:
- Chiarimento dell'origine delle lune marziane e del processo di formazione dei pianeti nel sistema solare.
- Chiarimento del processo di evoluzione della sfera marziana (Marte, Fobos, Deimos).

Obiettivi tecnologici:
- Stabilire la tecnologia necessaria per il viaggio di ritorno tra la Terra e Marte.
- Stabilire tecniche avanzate di campionamento sui corpi celesti.
- Stabilire tecnologie di comunicazione ottimali utilizzando una stazione di terra di nuova concezione.

Per raggiungere questi obiettivi la missione raccoglierà dati scientifici attraverso una serie di strumenti installati sullo spacecraft principale e su un rover che verrà depositato sulla superficie. In aggiunta la missione mira a recuperare un minimo di 10 g di campioni dalla superficie di Phobos da riportare a terra nel 2029 per un approfondito studio di laboratorio.

## Sviluppo

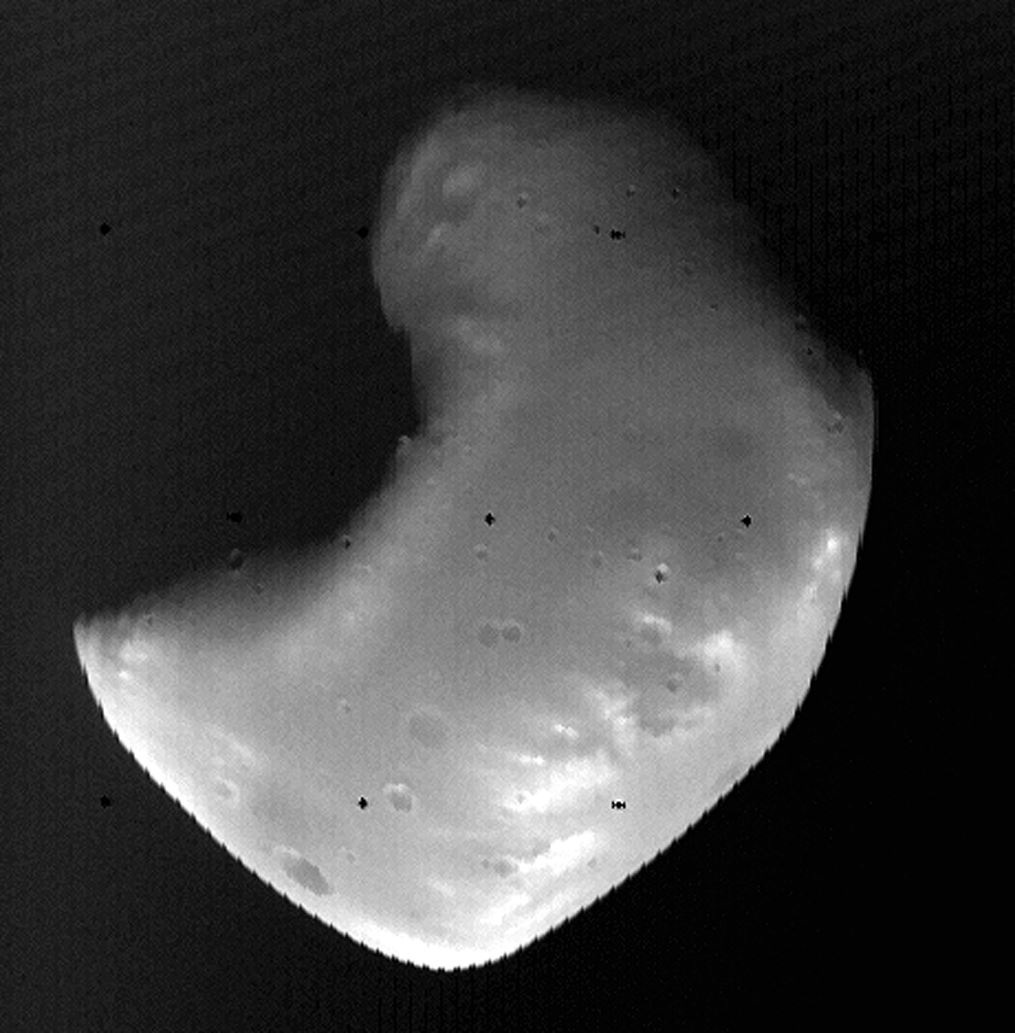
Deimos ripreso dal Viking 2 Orbiter nel 1977.

La JAXA ha dato notizia al pubblico della Martian Moons Exploration il 10 giugno 2015. Lo sviluppo della missione è attualmente in corso ed il lancio è previsto per il 2024.
Altre agenzie spaziali contribuiranno alla missione fornendo strumenti e partecipazione scientifica. La NASA contribuirà con uno spettrometro nei raggi gamma e a neutroni chiamato MEGANE, acronimo per Mars-moon Exploration with GAmma rays and NEutrons. La Francia, attraverso il Centre national d'études spatiales (CNES), contribuirà con uno spettrometro operante nel vicino infrarosso chiamato MMX InfraRed Spectrometer (MIRS), inoltre parteciperà allo studio della dinamica della sonda in prossimità di Fobos e collaborando con l'Agenzia spaziale tedesca (DLR, Deutsches zentrum für Luft- und Raumfahrt) per la realizzazione di un lander, nel prosieguo di una collaborazione tra i tre istituti di ricerca che ha dato i suoi frutti già nella missione Hayabusa 2.

## Strumenti scientifici
La sonda sarà dotata dei seguenti strumenti
- TENGOO (TElescopic Nadir imager for GeOmOrphology): una fotocamera telescopica a campo stretto per studi dettagliati della superficie[8]
- OROCHI (Optical RadiOmeter composed of CHromatic Imagers): una fotocamera multi-banda grandangolare[8]
- MIRS (MMX InfraRed Spectrometer): uno spettrometro operante nel vicino infrarosso (fornito dal CNES)[6]
- MEGANE (Mars-moon Exploration with GAmma rays and NEutrons): uno spettrometro operante nei raggi gamma e a neutroni (fornito dalla NASA)[5]
- LIDAR(Light Detection And Ranging): un altimetro laser[9]
- CMDM (Circum-Martian Dust Monitor): un contatore di particelle di polvere[10]
- MSA (Mass Spectrum Analyzer): uno spettrometro di massa[11]
- MMX Rover: un rover che verrà rilasciato sulla superficie per analisi in-situ[7]

## Sistema di raccolta del campione
Il sistema di raccolti campioni di MMX (MMX Sampler) è dotato di due differenti metodi di campionamento: il Coring Sampler (C-Sampler) per ottenere la regolite a profondità maggiori di 2 cm dalla superficie di Phobos, e il Pneumatic Sampler (P-Sampler) per la raccolta dalla superficie di Phobos realizzato da Honeybee Robotics per conto della NASA. 
Il C-Sampler acquisirà campioni del sottosuolo con un obiettivo di almeno 10 grammi di regolite, campionando a più di due centimetri di profondità. Il campione acquisito sarà trasferito dalla Sample Transfer Unit (composta da un manipolatore, un controller e un sensore di misurazione del terreno). Il campione acquisito verrà dapprima posto nel Sample Storage, poi trasferito alla Sample Return Capsule dal meccanismo di trasferimento. Il tempo totale di funzionamento dall'atterraggio al decollo da Phobos sarà di 2,5 ore.
Il P-Sampler che è installato vicino alla pedana della gamba di atterraggio utilizzerà una pistola ad aria per soffiare gas pressurizzato sollevando regolite dalla superficie e raccogliendola in un contenitore dedicato. 
Il ritorno dei campioni sulla Terra attraverso la Sample Return Capsule è atteso nel luglio 2029. Il team di MMX è al lavoro per progettare i protocolli analitici per il trattamento e l'analisi dei campioni di Phobos che verranno riportati a Terra dalla missione.